# Betty Dodson

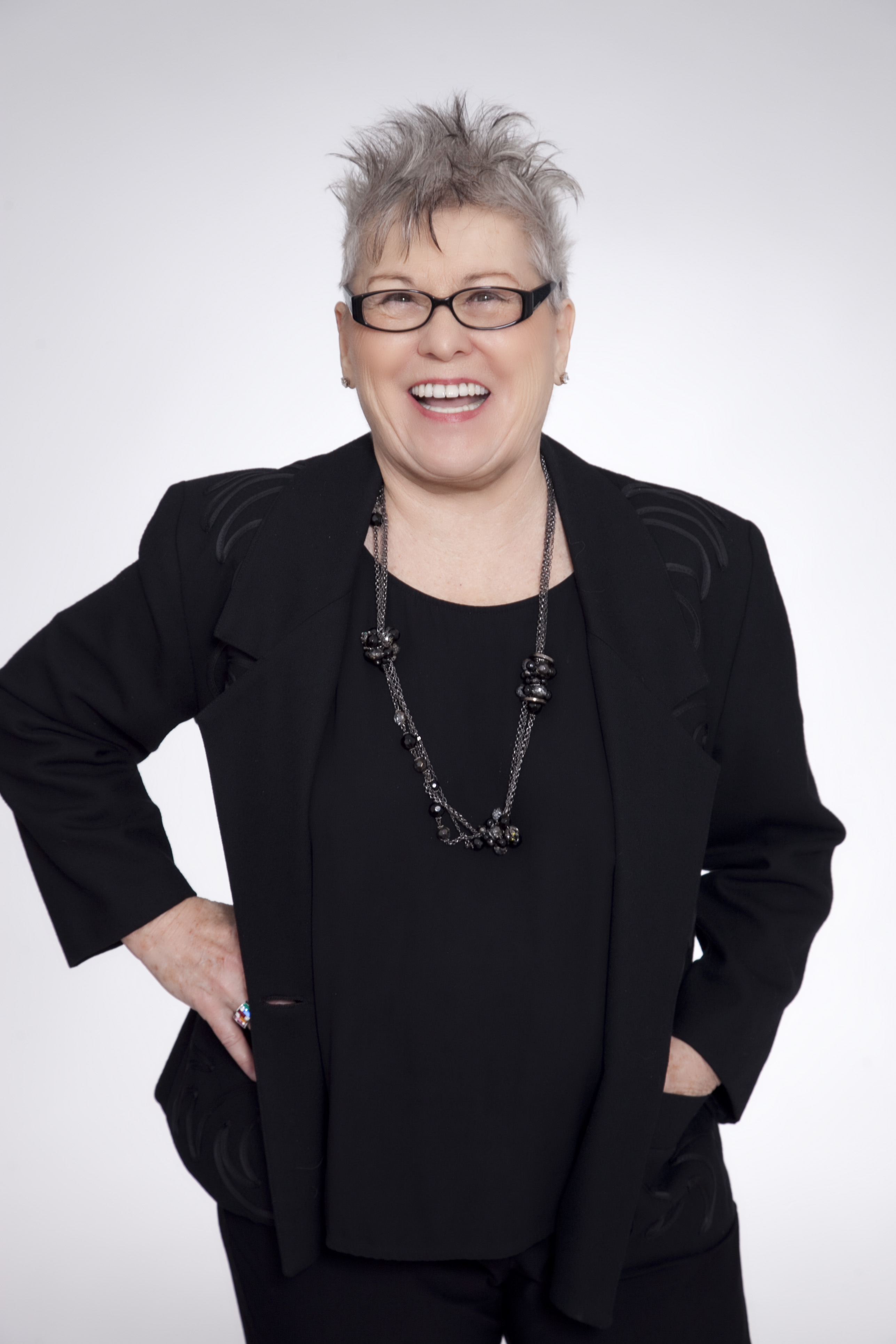
Betty Dodson (2010)

Betty Dodson (* 24. August 1929 in Wichita, Kansas; † 31. Oktober 2020 in New York City, New York) war eine amerikanische Sexualaufklärerin und Autorin. Dodson gilt als eine Pionierin der sexuellen Befreiung der Frau.

## Biografie
Sie begann ihre Karriere mit erotischer Malerei. 1968 machte sie ihre erste Ausstellung in New York City, die innerhalb von zwei Wochen von über 8000 Menschen besucht wurde. Sie war eine der Mitbegründerinnen des Sex-positive Feminism, da sie den traditionellen Feminismus als zu banal und antisexuell empfand. Durch reiche persönliche Erfahrung einschließlich eines besonders befähigten Liebhabers lernte sie ihre Vulva, klitorale Stimulation, Pornos, Sexspielzeuge und Spiegel zu schätzen. Sie bezeichnete sich selbst als bisexuell. Sie vertrat die Hypothese, dass Masturbation mit sexueller Befreiung verbunden sei und selbst bereiteter Genuss mit Unabhängigkeit.
Ab den 1970er Jahren veranstaltete sie Bodysex Workshops. Bodysex ist eine von Betty Dodson entwickelte Praxis, die Frauen darin unterstützt, sich mit ihrem Körper und ihren erogenen Zonen zu verbinden, Schamgefühle zu heilen, die Lustempfindung zu verbessern und Selbstliebe zu fördern. In den Workshops wurden die Frauen angeleitet, ihre Körper zu erforschen und gemeinsam zu masturbieren, um unter Anleitung zu erlernen, wie man als Frau – allein und mit einem Partner – einen Orgasmus bekommen kann. Ihr erstes Buch Sex for One: The Joy of Self-Loving, das das Thema Masturbation behandelt, verkaufte sich mehr als eine Million Mal.
1992 machte sie ihren Ph. D. in Sexualwissenschaft am Institute for the Advanced Study of Human Sexuality, dessen Abschlüsse allerdings nicht offiziell anerkannt sind. 2001 kritisierte sie die Vagina-Monologe von Eve Ensler als sexuell restriktiv und mit Vorurteilen gegen Männer belastet.
Sie arbeitete über viele Jahre mit der Juristin Carlin Ross als Kompagnon zusammen, die beiden Frauen hielten ihre Workshops seitdem meistens gemeinsam.
2007 erprobten zwei andere Coaches, die mit einem Sexualwissenschaftler zusammenarbeiteten, die „Betty Dodson Methode“ in Gruppentherapien an 500 zuvor anorgasmischen Frauen. 465 (93 %) bekamen während der Therapie einen Orgasmus, 35 (7 %) bekamen keinen. In einer Studie von 2021 werden die von Dodson gelehrten weiblichen Techniken für lustvollen Vaginalverkehr („Angling, Rocking, Shallowing, Pairing“) erneut von Frauen beschrieben.
Betty Dodson lebte in New York City, wo sie eine private Praxis betrieb. Sie starb im Herbst 2020 im Alter von 91 Jahren.

## Werke
Bücher
- Liberating Masturbation: a Meditation on Selflove. 1974 (1986 umbenannt: Sex for One: The Joy of Self-Loving.)
  - Sex for one: die Lust am eigenen Körper. (Übersetzung: A. Osborne) Goldmann, München 1989.
- Orgasms for Two: the Joy of Partnersex. 2002.
  - Sex for two : gemeinsam Lust empfinden. (Übersetzung: Beate Gorman) Goldmann, München 2003.
- My Romantic Love Wars: A Sexual Memoir. 2010.
- Learn to Orgasm in 4 Acts. 2013, ISBN 978 0 5781 2140 6.
- Sex by Design: The Betty Dodson Story. CreateSpace Independent Publishing Platform, 2016, ISBN 978 1 5308 3412 9.

Videos
- Selfloving: Portrait of a Sexual Seminar.
- Celebrating Orgasm: Women’s Private Selfloving Sessions.
- Viva la Vulva; Women’s Sex Organs Revealed.